# Sonora taylori
Sonora taylori — вид змій родини полозових (Colubridae). Мешкає в США і Мексиці.

## Поширення і екологія
Sonora annulata мешкають в мексиканських штатах Тамауліпас і Нуево-Леон, а також на півдні Техасу, на південь і захід від плато Едвардс і уступа Балконес. Вони живуть на сухих луках і в напівпустелях.